# 88 (число)
88 (восемьдесят восемь) — натуральное число, расположенное между числами 87 и 89. Оно не является простым числом, а относительно последовательности простых чисел расположено между 83 и 89.

## Математика
- 88 — репдигит в десятичной системе счисления, палиндромное число в пятеричной и десятичной системах счисления[2].
- Тринадцатое число Эрдёша — Вудса[3].
- Пятнадцатое тау-число[2][4].
- Четвёртое примитивное полусовершенное число[2][5][6].
- Четвёртое неприкосновенное число[2][7].
- 88 — избыточное число[8]
- 88 — наибольшее натуральное число a, такое, что ни a, ни любое из чисел, полученное вычёркиванием некоторых цифр десятичной записи a, не делится на 3[9].
- Общая площадь, покрываемая двадцатью двумя псевдотетрамино, равна 88 единичным квадратам.
- Существует 88 почти универсальных форм (almost universal forms) — упорядоченных четвёрок (a,b,c,d) положительных целых чисел, таких, что множество значений выражения

содержит все, кроме одного, натуральные числа.
- Чтобы вероятность того, что у трёх человек в компании совпадут дни рождения, превысила 50 %, в компании должно быть не менее 88 человек[12][13][14].
- В десятичной системе счисления существует 88 самовлюблённых чисел, запись наибольшего из которых содержит 39 цифр[15][16].

## Музыка
- Количество ступеней стандартного звукоряда
- Количество клавиш на фортепиано[17]
- Название песни группы Sum 41 c альбома Chuck
- Название сингла группы LM.C

## Наука
- Атомный номер радия

## 14/88
«88 заповедей Дэвида Лэйна», являющиеся основой неонацистского мировоззрения, сокращённо обозначаются «88».
88 считается закодированным нацистским приветствием Heil Hitler ([Хайль Гитлер] «да здравствует Гитлер»), сокращённое НН, где буква H является восьмой буквой латинского алфавита. Ср.:
- 14/88
- Линкольн-88
- Общество белых-88
- Россия 88
- Шульц-88

## В других областях
- 88 год; 88 год до н. э., 1988 год.
- 88 по коду радистов означает «люблю, целую»[18]. Р. Рождественский посвятил происхождению этого кода одноимённое стихотворение.
- На первой генеральной ассамблее Международного астрономического союза в 1922 году введено деление неба на 88 созвездий, используемое и поныне[17][18].
- ASCII-код символа «X».
- В игре лото бочонок 88 называется «бабушка».
- В интернет-среде существует шутка, что 88 означает LiveJournal («Живой Журнал», «ЖЖ», две 8-е буквы русского алфавита).
- Сленговое название «восемь-восемь» (нем. acht-acht) немецкого зенитного орудия FlaK 18/36 калибра 88 мм, на основе которого был создан ряд танковых и противотанковых пушек вермахта.
- В чате на китайском языке 88 равнозначно английскому «bye bye» так как 8 по-китайски ba (то есть ba ba, звучит похоже на bye bye)[18].
- 88 номер Дейла Эрнхардта, гонщика NASCAR.
- 88 миль в час — скорость, которую должен набрать De Lorean DMC-12 из трилогии Назад в будущее для перемещения во времени[19][20].
- Статья 88 Уголовного кодекса РСФСР о незаконных операциях с валютой. Использовалась в ряде громких дел в СССР.